# Kelembér
Kelembér (1899-ig Klembérk, szlovákul: Klenov) község Szlovákiában, az Eperjesi kerület Eperjesi járásában.

## Fekvése
Eperjestől 21 km-re délnyugatra, a Hernádtól északra fekszik.

## Története
A falu a tatárjárás után keletkezhetett, első írásos említése 1330-ból való, amikor „Clencberk” néven említik.
A 18. század végén Vályi András így ír róla: „KLEMBERG. Orosz falu Sáros Várm. földes Ura Rholy Uraság, lakosai többnyire ó hitűek, fekszik Szedliczéhez nem meszsze, mellynek filiája, földgye közép termékenységű, réttye, legelője, és mind a’ két féle fája vagyon.”
Fényes Elek 1851-ben kiadott geográfiai szótárában így ír a faluról: „Klemberg, Sáros vm. orosz falu, Szedlicze fil., 45 romai, 500 g. kath. lak., paroch. templommal. Hegyes, erdős, sovány határ. F. u. Roll. Van itt egy jeles Gall gőz-égetési készitvényekkel dolgozó pálinkaház. Ut. p. Eperjes.”
1920 előtt Sáros vármegye Eperjesi járásához tartozott.

## Népessége
| Év:            | 1994. | 2004. | 2014.    | 2024. |
| -------------- | ----- | ----- | -------- | ----- |
| Emberek száma: | 250   | 205   | 231      | 231   |
| Eltérés:       |       | -18 % | +12,68 % | +0 %  |

| Év:            | 2023. | 2024.   |
| -------------- | ----- | ------- |
| Emberek száma: | 226   | 231     |
| Eltérés:       |       | +2,21 % |

1910-ben 455, többségben ruszin anyanyelvű lakosa volt, jelentős szlovák kisebbséggel.
2001-ben 215 lakosából 205 szlovák volt.
2011-ben 217 lakosából 203 szlovák.

## Nevezetességei

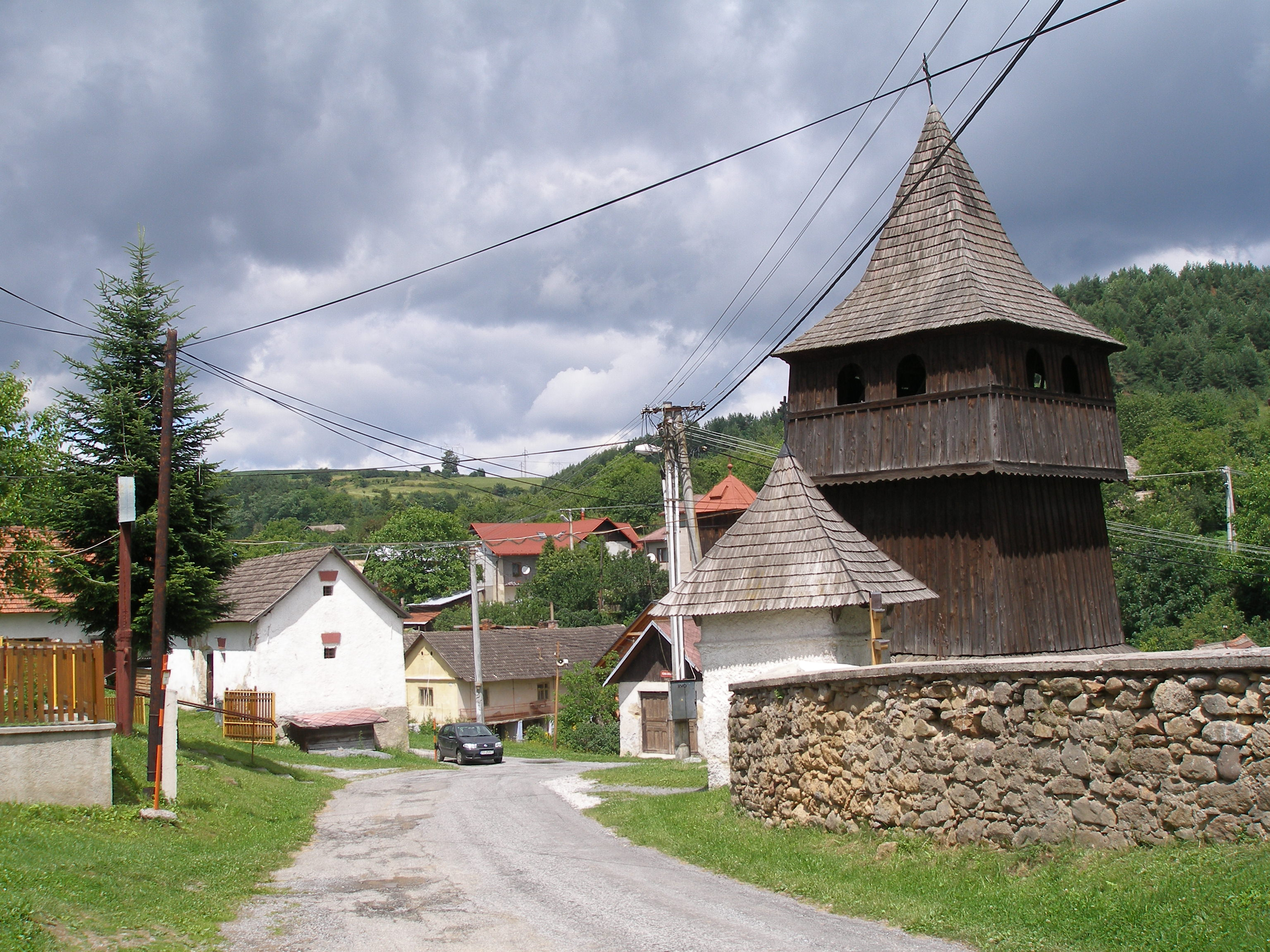
Kelembér
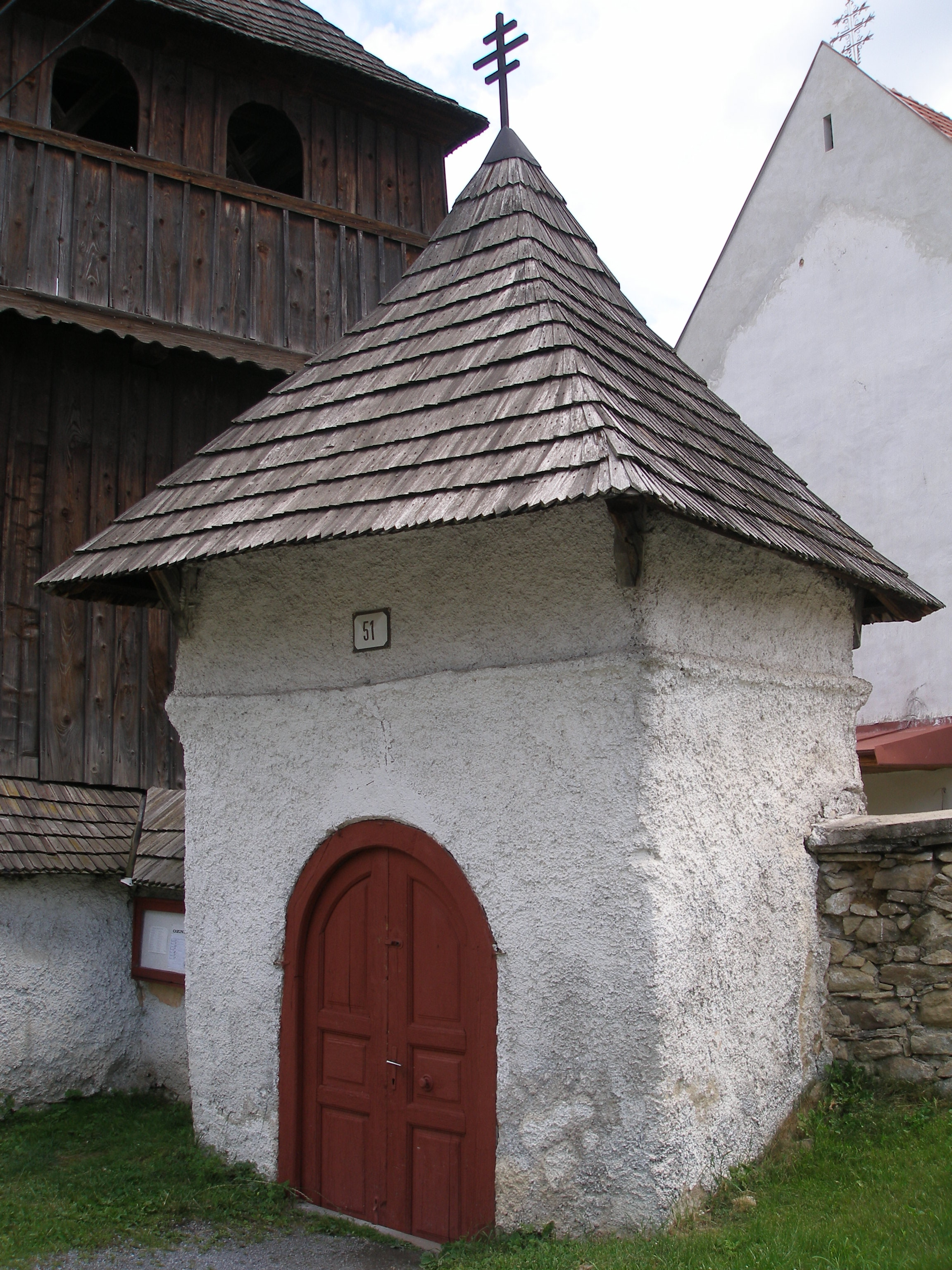
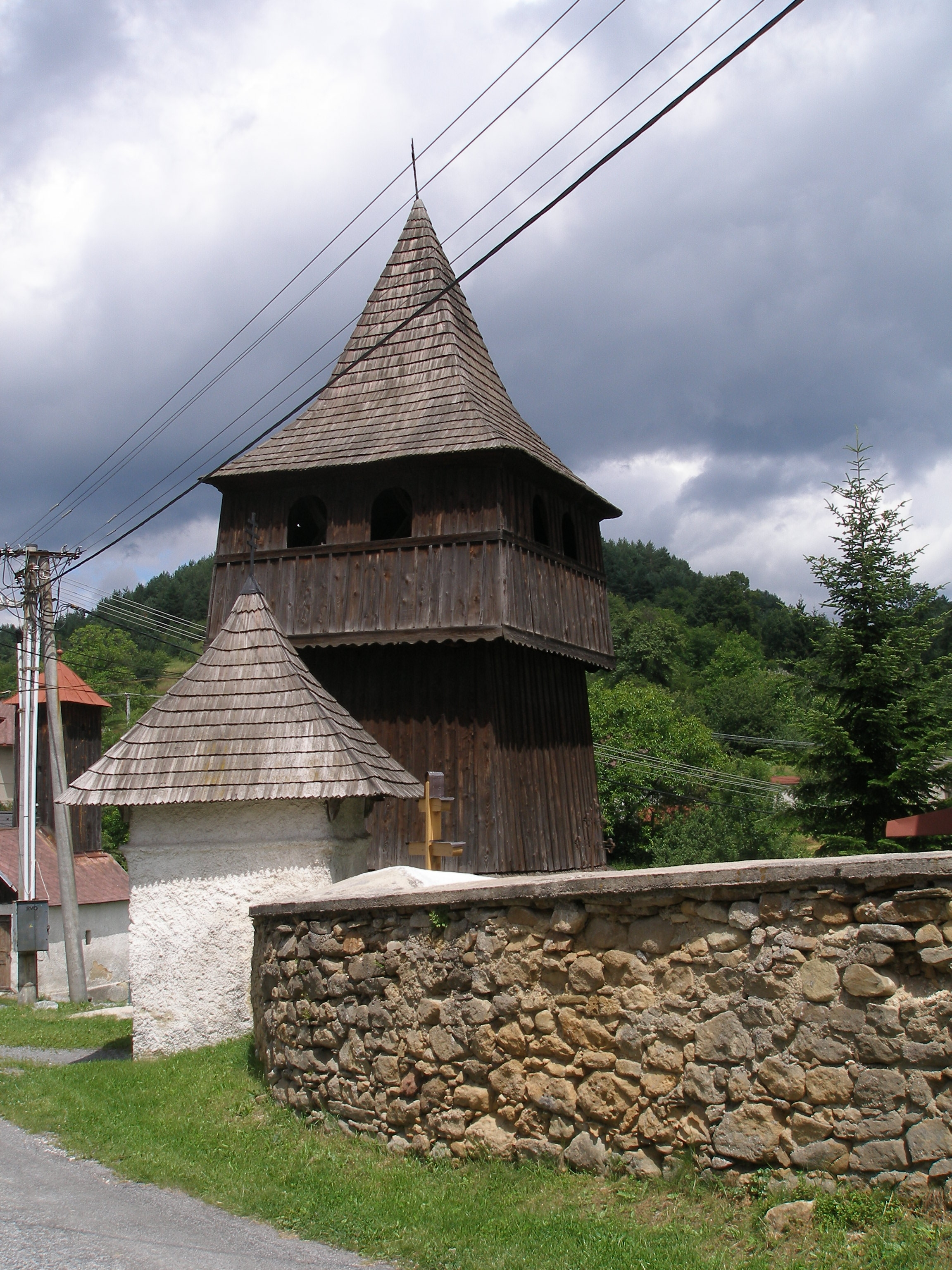
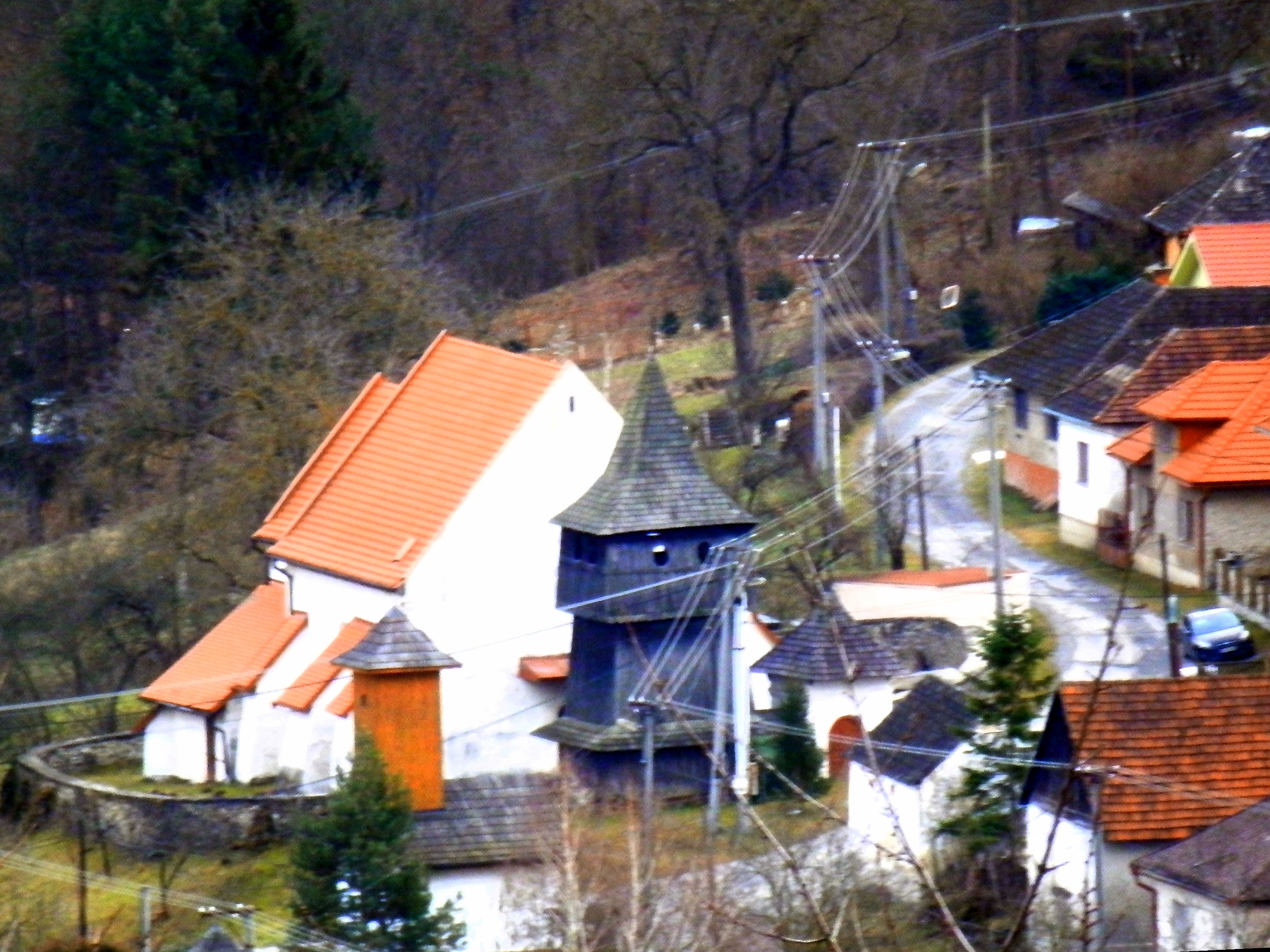
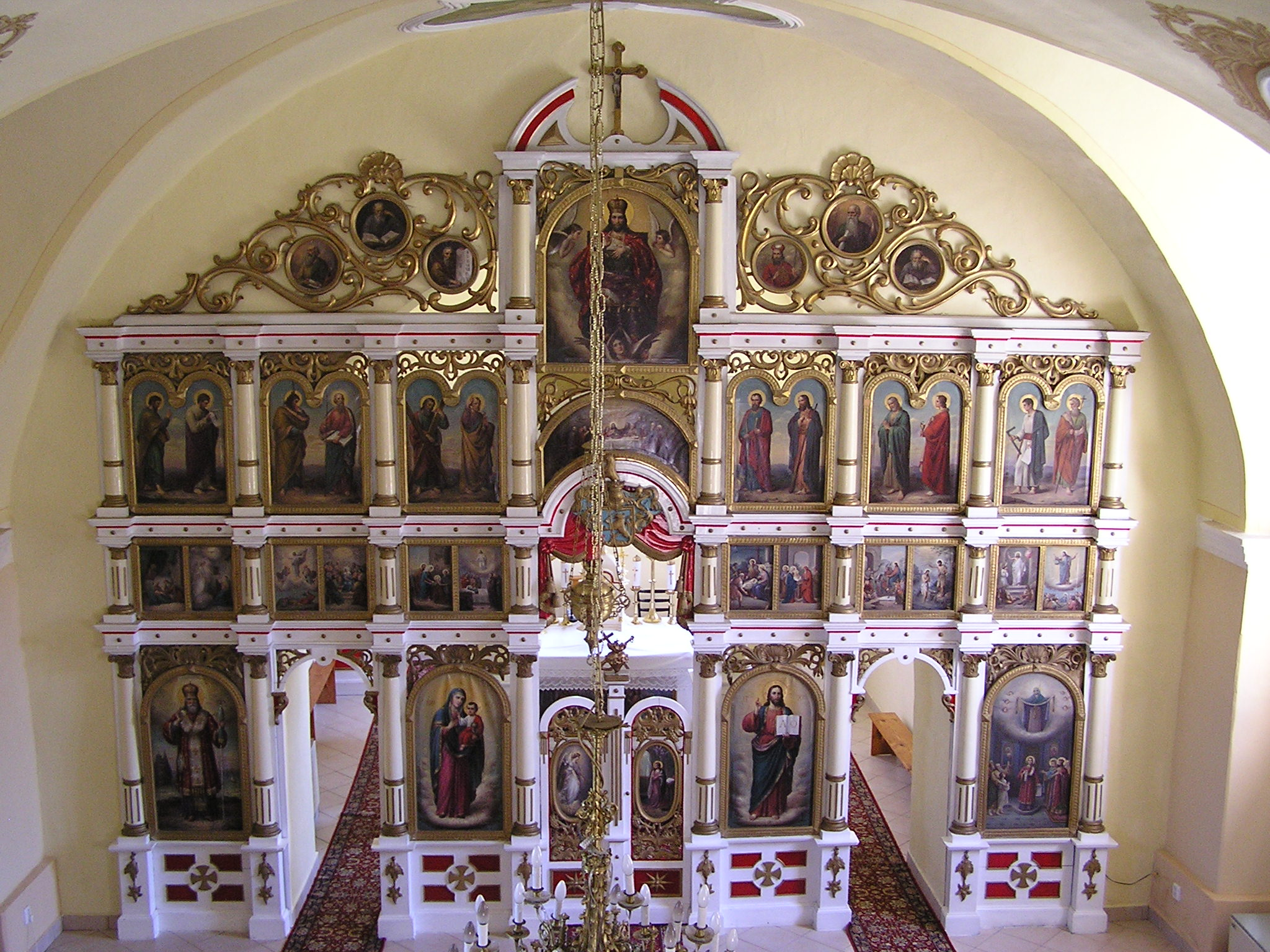
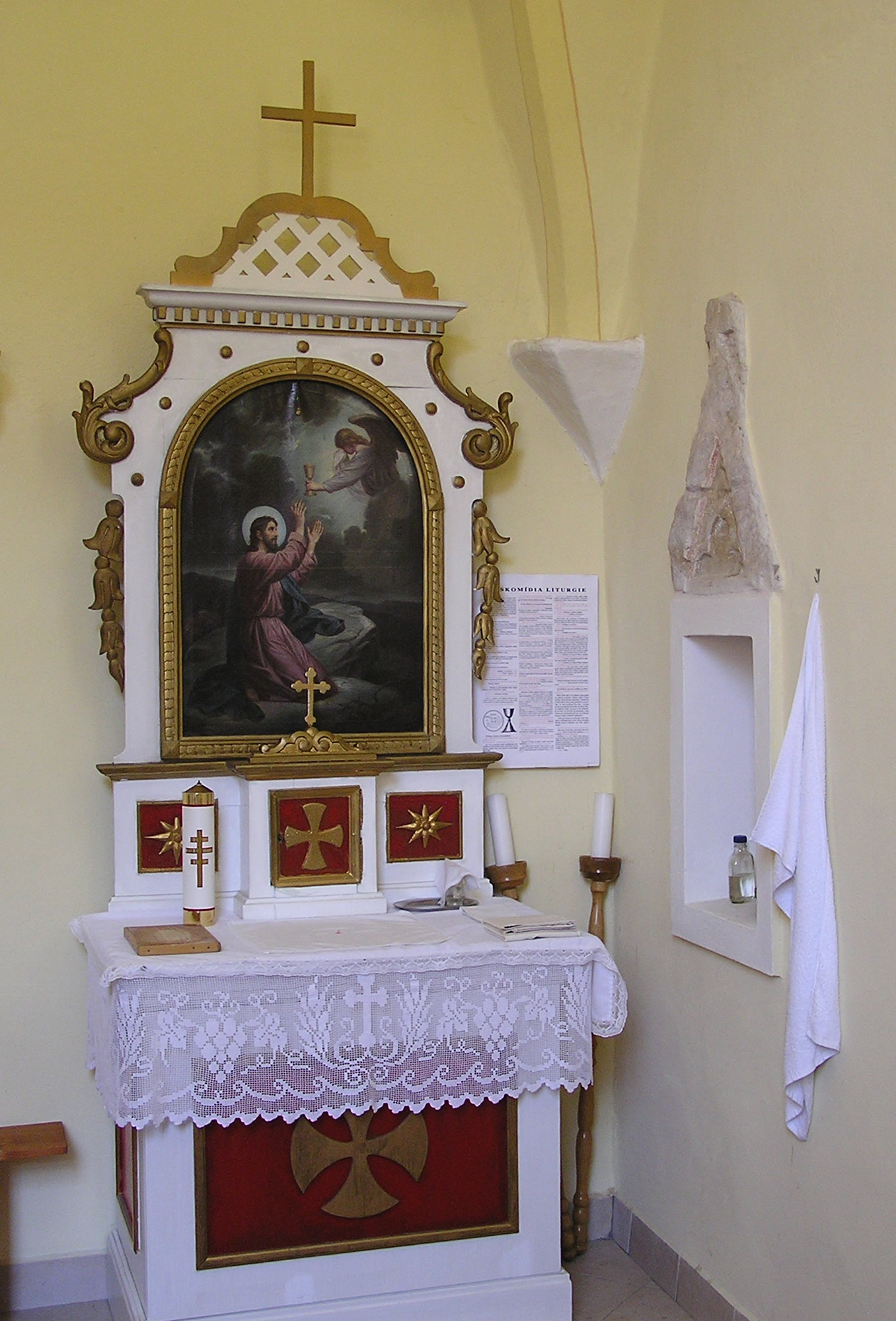

- Görögkatolikus kápolnája 14. századi kora gótikus eredetű, a 16. és 18. században valamint 1913-ban megújították.
- A fa harangláb 1742-ben épült.